# Territoris de Saugor i Nerbudda
Els territoris de Saugor i Nerbudda o Territori de Saugor i Nerbudda (també "Sagar i Narmada") fou una entitat administrativa de l'Índia central que va existir entre 1820 (fou cedida als britànics el 1817-1818) i el 1861. Correspon al territori dels següents districtes:
- Districte de Saugor
- Districte de Damoh
- Districte de Jabalpur
- Districte de Narsinghpur.

El territori fou cedit al final de la tercera Guerra Anglo-maratha el 1818. Saugor era la seu d'un governador maratha autònom i la part al nord de les muntanyes Satpura (part dels districtes de Saugor i de Damoh) venia directament de territoris del peshwa, mentre que el territori del Narmada (Nerbudda) fou cedit per Appa Sahib, maharajà bhonsle de Nagpur. El 1820 els britànics hi van establir una administració regular sota un agent del governador general (Agència dels territoris de Saugor i Nerbudda) i el 1835 el van agregar a les Províncies del Nord-oest que s'acabaven de formar. Després de la insurrecció bundela (1842-1843) el territori va tornar a ser administrat per un agent del governador general, però el 1853 fou posat altre cop sota dependència de les Províncies del Nord-oest.
El 1861 es va unir a la província de Nagpur (establerta el 1853 amb l'antic principat de Nagpur) per formar les Províncies Centrals.